# Aglia cerretanica
Aglia cerretanica är en fjärilsart som beskrevs av Pierre Claude Rougeot 1965. Aglia cerretanica ingår i släktet Aglia och familjen påfågelsspinnare. Inga underarter finns listade i Catalogue of Life.